# Gare de Neussargues
La gare de Neussargues est une gare ferroviaire française des lignes de Béziers à Neussargues (dite aussi « ligne des Causses ») et de Figeac à Arvant, située à deux cents mètres du centre du village de Neussargues-Moissac, dans le département du Cantal, en région Auvergne-Rhône-Alpes.
Elle est mise en service en 1866, se développe jusqu'au début du XXe siècle en un important nœud ferroviaire relié vers quatre directions, puis perd de l'importance depuis la fin des années 1990, suite à la fermeture de sa liaison vers Bort-les-Orgues puis à la diminution progressive de ses dessertes.
C’est une gare de la Société nationale des chemins de fer français (SNCF), desservie par l’Aubrac ainsi que des TER Auvergne-Rhône-Alpes.

## Situation ferroviaire
Établie à 809 mètres d'altitude, la gare de bifurcation de Neussargues est située au point kilométrique (PK) 359,737 de la ligne de Figeac à Arvant, entre les gares ouvertes de Murat et de Massiac. Vers Massiac, s'intercalent les gares fermées de Ferrières-Saint-Mary et de Molompize. Elle est également l'aboutissement, au PK 708,448, de la ligne de Béziers à Neussargues, après la gare de Saint-Flour - Chaudes-Aigues.
Elle était aussi l'aboutissement, au PK 525,826 de la ligne de Bort-les-Orgues à Neussargues (fermée), après l'ancienne gare de Sainte-Anastasie.

## Histoire
La gare de Neussargues est mise en service le 16 août 1866 par la Compagnie des chemins de fer de Paris à Lyon et à la Méditerranée (PLM), qui gère l'exploitation pour le compte du concessionnaire la Compagnie du chemin de fer de Paris à Orléans (PO), lorsqu'elle ouvre à l'exploitation la section de Massiac à Murat.

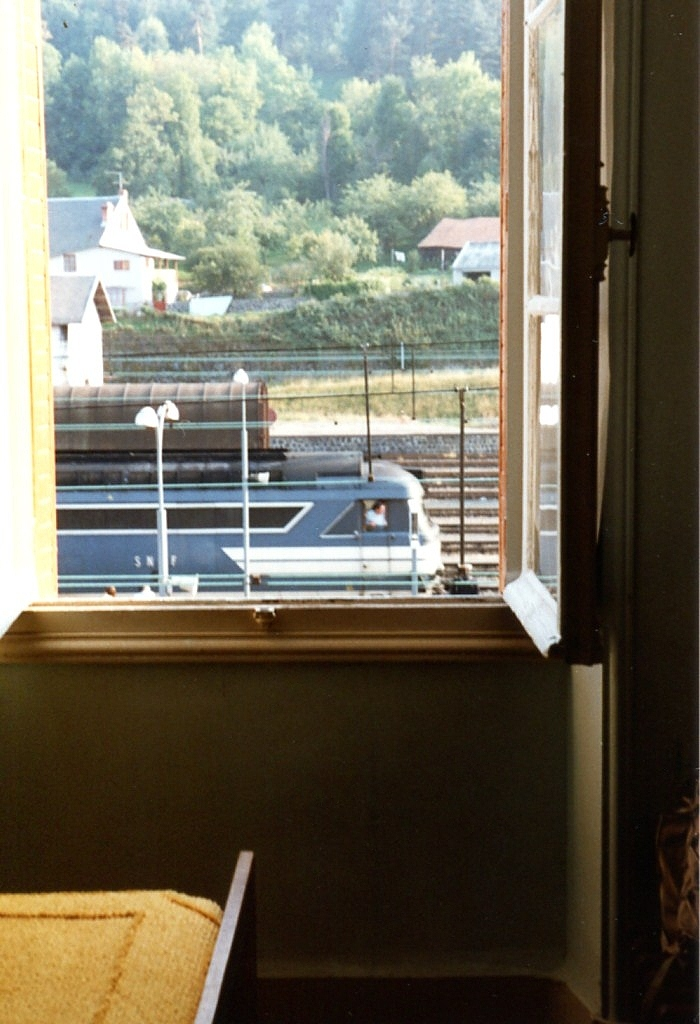
La gare vue d'une chambre du buffet-hôtel Terminus en 1979.

Elle devient une gare de bifurcation le 10 novembre 1888, lors de l'ouverture de la section de Saint-Flour à Neussargues, de la ligne de Béziers à Neussargues, par la Compagnie des chemins de fer du Midi.
Une autre ligne aboutit à la gare avec l'ouverture de la section d'Allanche à Neussargues le 2 décembre 1907, suivi de la mise en service de l'ensemble de la ligne de Bort-les-Orgues à Neussargues le 11 mai 1908 par la compagnie du PO.
Jusqu’à la fin des années 1990, la gare est dotée d'un buffet-hôtel concédé à un exploitant privé.
Le faisceau de la gare est électrifié le 10 mai 1932 lors de la mise en service de la traction électrique sur la section de Sévérac-le-Château à Neussargues.
La fermeture de la ligne de Bort-les-Orgues à Neussargues au service voyageur (26 mai 1990) et au service marchandises (30 août 1991), ainsi que la suppression des trains de nuit Paris-Gare-de-Lyon - Aurillac/Béziers et Paris-Gare-de-Lyon - Millau en 2003 ont fortement réduit son importance, entraînant la fermeture du buffet-hôtel Terminus.
Depuis le 9 décembre 2007, le train Corail dénommé « l’Aubrac » (créé en 1982) assurant la relation diurne Paris-Gare-de-Lyon - Béziers est limité à un train Corail Clermont-Ferrand - Béziers. Dès lors, la gare de Neussargues n’a plus de relations directes avec Paris.
En 2014, selon les estimations de la SNCF, la fréquentation annuelle de la gare était de 15 898 voyageurs.

Gare de Neussargues
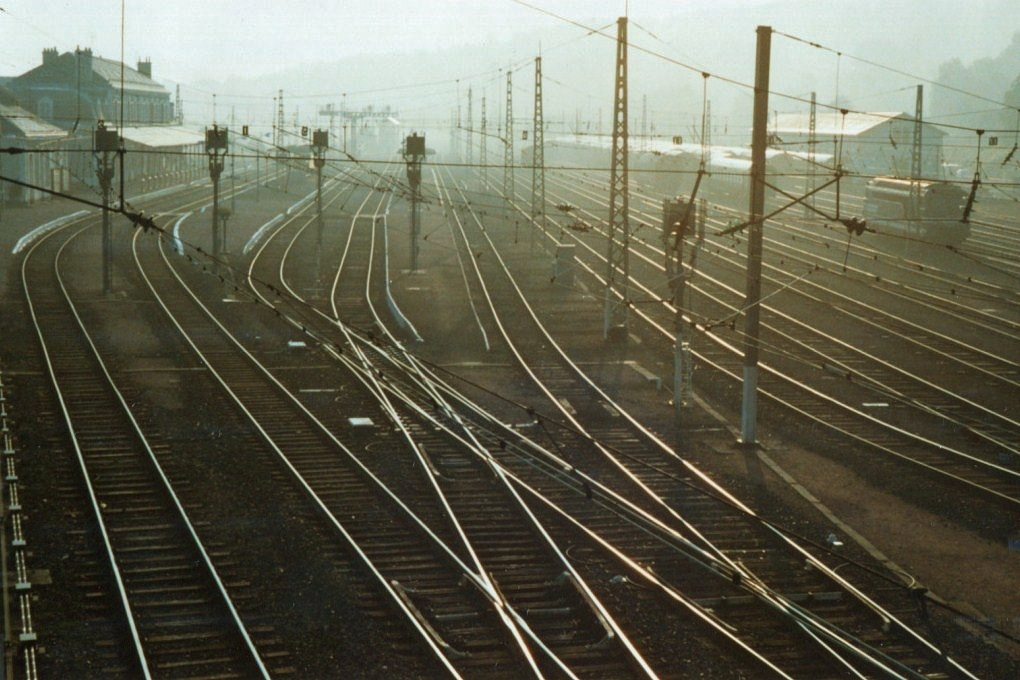
En 1979.
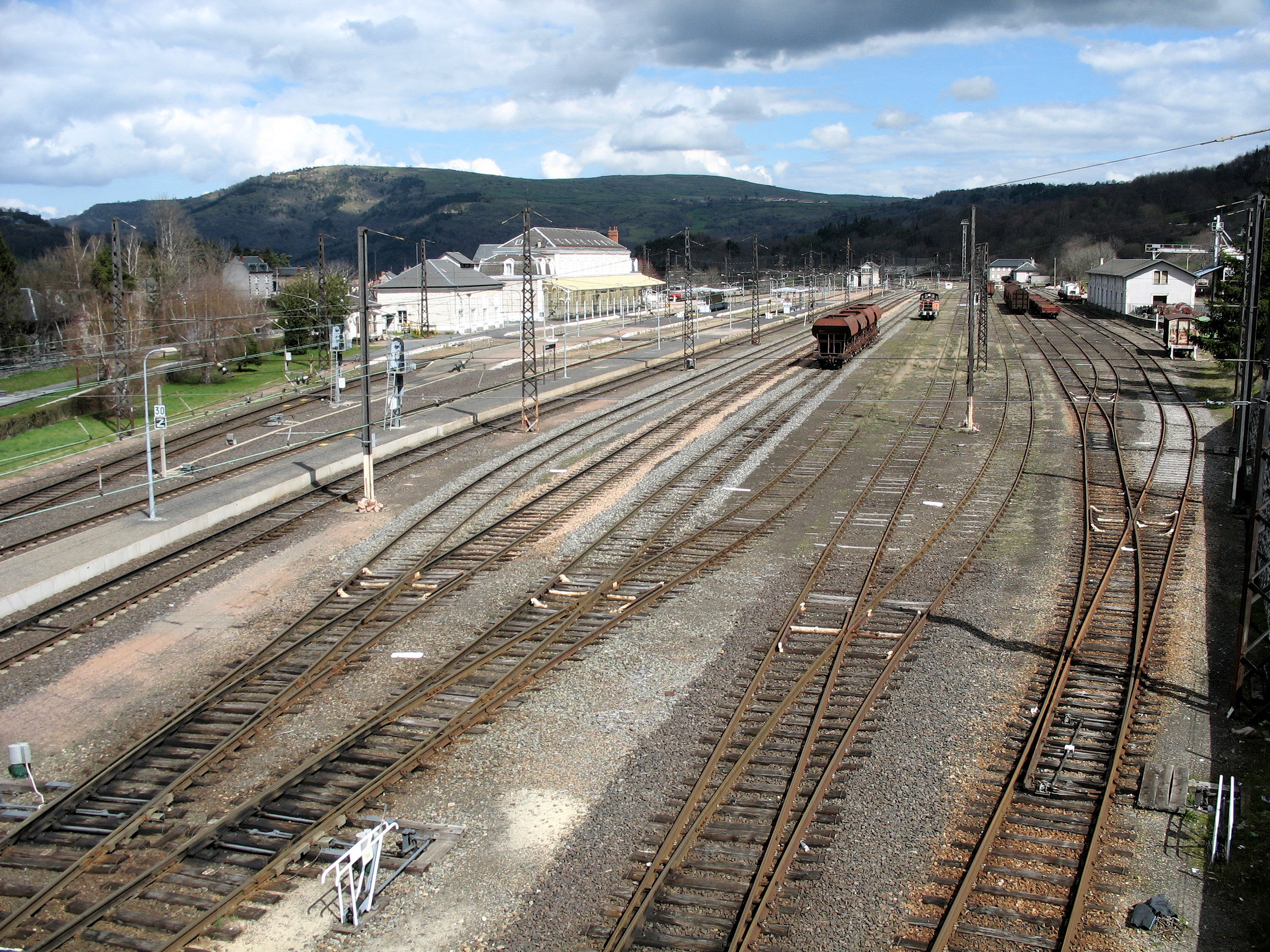
En 2006.
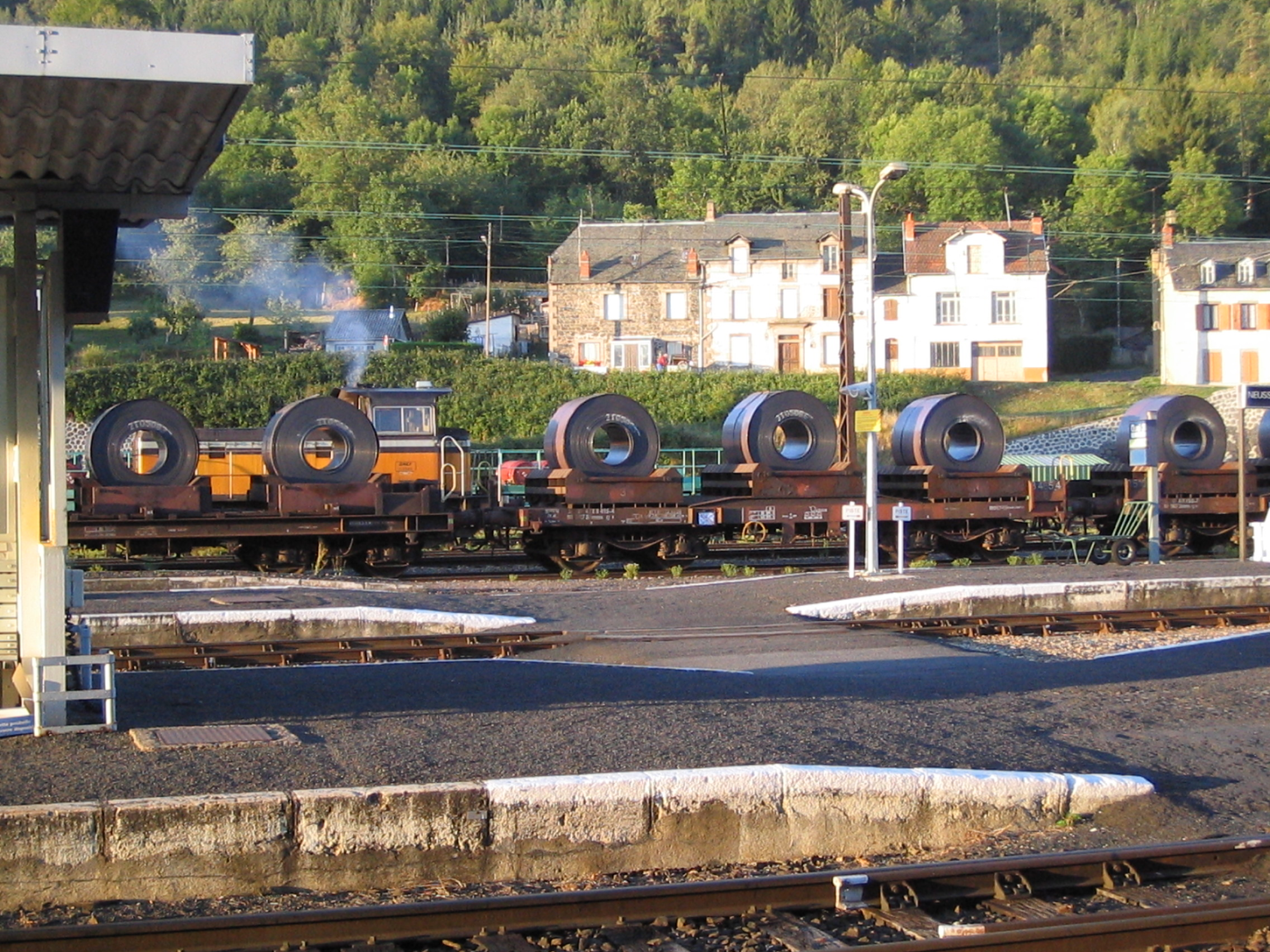
Train de marchandises en 2005.
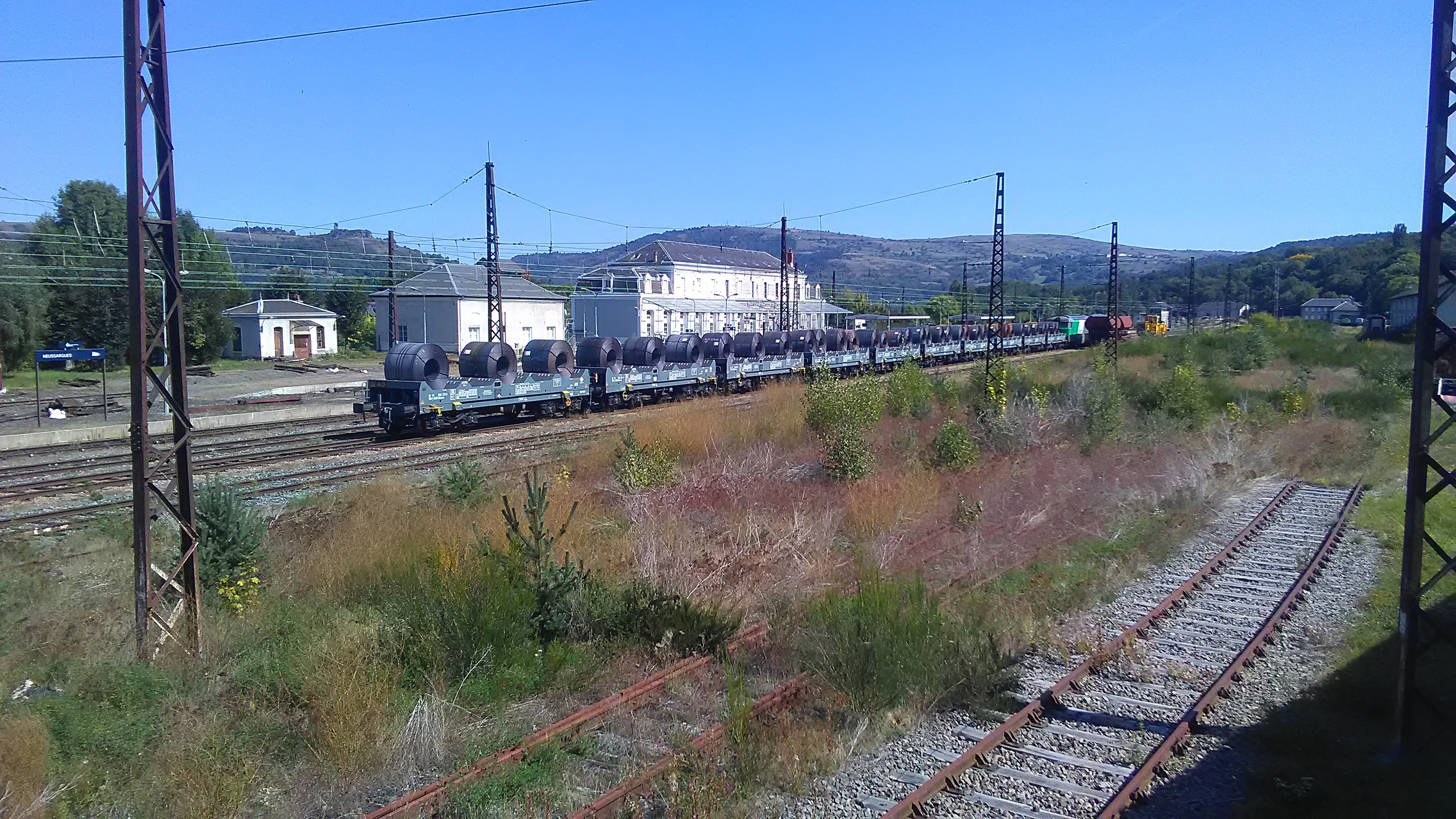
Train de marchandises en septembre 2017.

## Fréquentation
De 2015 à 2023, selon les estimations de la SNCF, la fréquentation annuelle de la gare s'élève aux nombres indiqués dans le tableau ci-dessous:
| Année     | 2015   | 2016   | 2017   | 2018   | 2019   | 2020   | 2021   | 2022   | 2023   |
| --------- | ------ | ------ | ------ | ------ | ------ | ------ | ------ | ------ | ------ |
| Voyageurs | 24 880 | 25 844 | 27 451 | 22 999 | 23 995 | 19 089 | 29 274 | 32 038 | 45 537 |

## Service des voyageurs

### Accueil
Gare SNCF, elle dispose d’un bâtiment voyageurs. Gare « Accès plus » elle propose un service, des aménagements et équipements, pour les personnes à mobilité réduite. Des chariots à bagages sont présents en gare.

### Desserte
Neussargues est desservie par l’Aubrac, qui effectue un trajet entre Béziers et Clermont-Ferrand, et des trains TER Auvergne-Rhône-Alpes, sur la relation Clermont-Ferrand – Aurillac par Vic-sur-Cère et Le Lioran.

### Intermodalité
Un parking pour est aménagé.

## Service des marchandises
Cette gare est ouverte au service du fret.